# Sleeping Giants

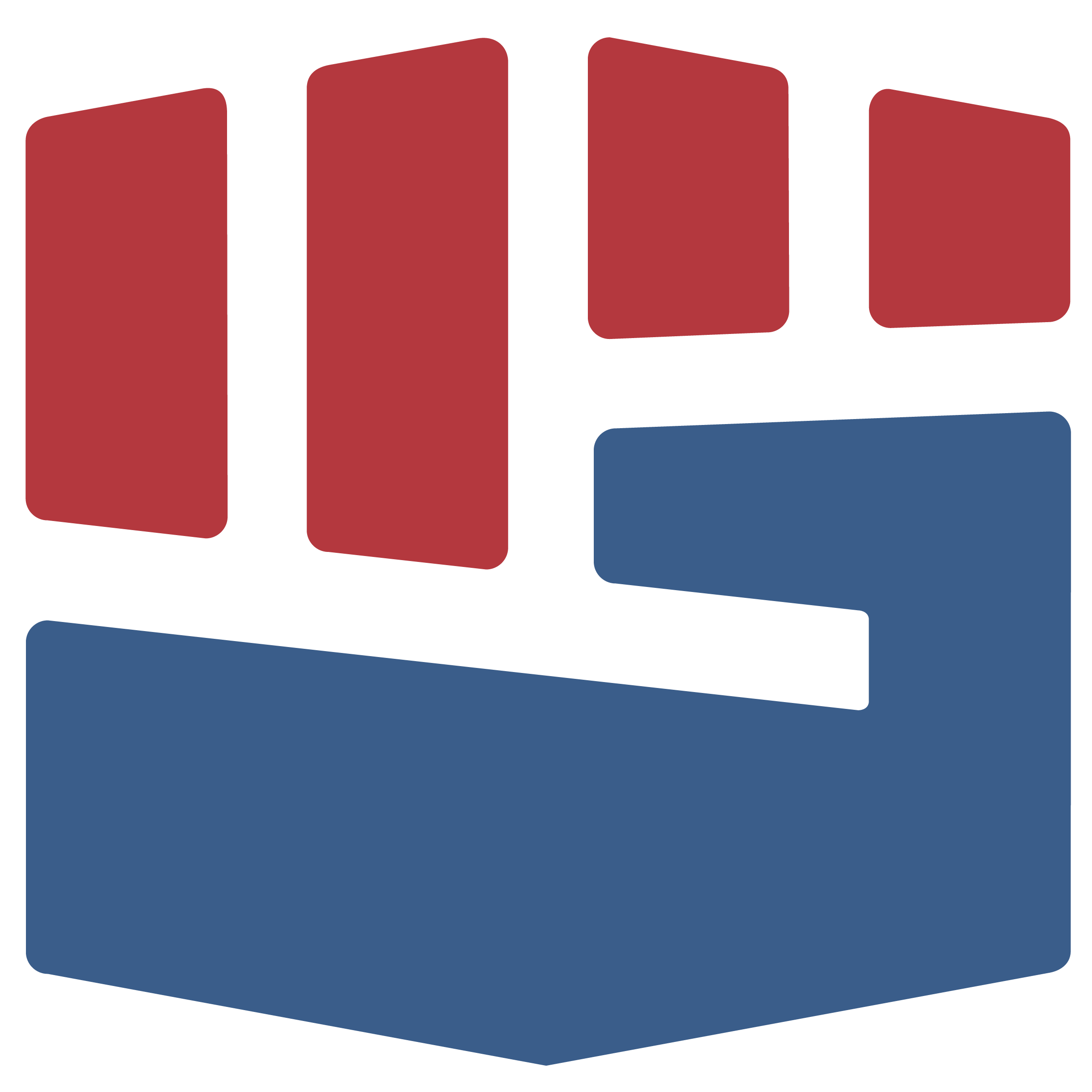
Logotipo de la organización Sleeping Giants

Sleeping Giants (Gigantes Dormidos) es un grupo socioliberal de activistas digitales que luchan contra el discurso de odio y la desinformación de forma anónima en la internet.

## Nombre y forma de acción
El nombre “gigantes dormidos” es alusivo al hecho de que las grandes empresas no saben dónde se publican sus anuncios a través de medios programáticos por servicios como AdSense de Google.
Su modus operandi es la cita pública de anunciantes en las redes sociales con el objetivo de eliminar su publicidad en lugares que puedan causar daños a las marcas (seguridad de la marca) o criterios de gobierno corporativo. Dicen no predicar boicots. La mayoría de los tuits en la cuenta de perfil de EE.UU. son mensajes a empresas que se anuncian en Breitbart News, anteriormente propiedad de Steve Bannon. De estos, la mayoría no son de su propia cuenta, sino retweets de mensajes de seguidores.

## Orígenes
Comenzó en noviembre de 2016, poco después de la victoria de Donald Trump en las elecciones presidenciales de Estados Unidos, con el lanzamiento de una cuenta de Twitter destinada a boicotear a Breitbart debido a su intensa capacidad para producir y difundir teorías de desinformación y conspiración. El primer tweet fue dirigido a la firma de finanzas personales SoFi. 
La campaña se desarrolló de forma totalmente anónima hasta julio de 2018, cuando el publicista Matt Rivitz confirmó que era uno de los fundadores del grupo después de ser identificado por The Daily Caller. Rivitz dijo que había sido amenazado por la extrema derecha debido al movimiento.
El New York Times publicó el perfil de Rivitz junto con su cofundador Nandini Jammi, días después de la publicación del artículo que expuso al publicista. En junio de 2020, Jammi anunció su salida del movimiento por diferencias con Rivitz.

## Hechos
Unos 4.000 anunciantes abandonaron Breitbart News después de la campaña.
Ganó uno de los premios del Festival de Publicidad de Cannes 2019.
En febrero de 2020, el Senado francés aprobó el Projet de Loi Avia, más tarde e informalmente llamado la “Ley de los Gigantes Durmientes”, contra el discurso de odio en línea.
Sacó a los anunciantes del programa de Bill O’Reilly de Fox News, acusado de abuso sexual.
Alex Jones, un teórico de la conspiración, tuvo podcasts tomados de los servicios de Spotify y Apple, e incluso eliminó sus cuentas de Facebook y Twitter debido a la presión del grupo.
La plataforma PayPal ha dejado de ofrecer pagos al Ku-Klux Klan y a los servicios de Cloudflare para páginas como The Daily Stormer y 8chan.
Como participantes en Stop Hate for Profit, una campaña global para obligar a Facebook a mejorar su control sobre contenido racista y dañino, alrededor de 1.200 anunciantes dejaron de anunciarse en la red social en julio de 2020.

## Críticas
El grupo es ampliamente criticado por su forma de operar, siendo considerado por algunos como excesivo y, en cierto modo, incluso autoritario y censor. Hay reservas citadas por los críticos también sobre su sesgo liberal, atacando exclusivamente a vehículos considerados de derecha y conservadores. Pretenden, sin embargo, no distinguir la posición ideológica en la elección de objetivos potenciales.